# リシャルリソン・デ・アンドラーデ
リシャルリソン（Richarlison）こと、リシャルリソン・デ・アンドラーデ（Richarlison de Andrade、1997年5月10日 - ）は、ブラジル・エスピリトサント州ノヴァ・ベネチア出身のサッカー選手。プレミアリーグ・トッテナム・ホットスパー所属。ブラジル代表。ポジションはFW。
ブラジルポルトガル語での本来の読み方は「ヒシャーリソン」となる。

## クラブ経歴
子どもの頃から働かなければならず、幼い頃はアイスクリームを売って家計を助けていた。
2014年12月に当時敏腕代理人として名高かったレナト・ヴェラスコに見出されアメリカ・ミネイロのユースチームに入団し、2015年6月にトップチーム昇格した。7月4日、モジミリンEC戦でトップチームデビューを果たし、初ゴールを記録した。
2015年12月29日、フルミネンセFCに5年契約で移籍した。
2017年7月31日、アヤックス・アムステルダムとの争奪戦を制したイングランドのワトフォードFCに5年契約で移籍した。イングランドの気候や生活に慣れるのは時間がかかったが、最終的にリーグ戦全試合に出場し5ゴールを挙げる活躍でワトフォードの主力になった。
2018年7月24日、恩師のマルコ・シウバが監督を務めることになったエヴァートンFCに5年契約で移籍した。エヴァートンでのデビュー戦となったウルヴァーハンプトン・ワンダラーズFC戦でいきなり2ゴールを決める活躍を見せた。シーズン中13ゴールを決めギルフィ・シグルズソンと共にチームのトップスコアラーになる活躍を見せた。
2022年7月1日、トッテナム・ホットスパーFCに完全移籍加入することが発表された。契約は2027年までの5年間。移籍1年目はほとんど活躍できなかった。一方で代表チームでは大会最優秀ゴールに選出される活躍をみせた。
2023-24シーズン、リーグ戦27試合出場で11ゴール、4アシストの活躍だった。

## 代表経歴
2018年9月エヴァートンで好調なプレーを見せブラジルA代表に初選出されると、A代表デビューとなったエルサルバドル戦で2ゴールを決める活躍を見せた。
コパ・アメリカ2019では、決勝のペルー戦で途中出場すると、ブラジルの勝利を決定的にする3点目を決め、12年ぶりとなるコパ・アメリカ制覇に貢献した。
東京オリンピック2021では、予選のドイツ戦では30分でハットトリックを達成し快勝に貢献。この大会では5得点でオリンピックでの得点王となった。
2022年11月7日、W杯カタール大会に向けたメンバーの1人に選ばれ、グループリーグ初戦のセルビア戦で2得点を、決勝トーナメント1回戦の韓国戦でも1ゴールを挙げた。大会後、セルビア戦で決めた2点目のボレーシュートによるゴールが大会最優秀ゴールに選出された。3得点を決めるなど活躍したが、チームは準々決勝で敗退。この結果に極度の絶望に陥り、うつ病になったことを明かした。「コンディションが最もいい時にW杯を迎えた。でも自分の限界を感じた。自殺に関する話をしたくないけど、あの時は欝になっていたと思う。すべてをあきらめたかった」と言い、また長年の関係性を築いていた代理人に任せていた資金を横領された。さらに準々決勝敗退の結果にここぞとばかりにSNS上で誹謗中傷され、それが追い打ちをかけた。インターネットで自殺に関する事柄を調べていた。しかし、「心理治療の専門家の助けがあり、僕の命を救ってくれたと思っている」と話した。

## 代表歴

### 出場大会
- U-20ブラジル代表
  - 2017年 - 2017 南米ユース選手権（5位）
- U-23ブラジル代表
  - 2021年 - 2020年東京オリンピック（優勝）
- ブラジル代表
  - 2019年 - コパ・アメリカ2019（優勝）
  - 2022年 - 2022 FIFAワールドカップ（ベスト8）

### 試合数
- 国際Aマッチ 50試合 20得点（2018年 - ）[22]

| ブラジル代表 | 国際Aマッチ | 国際Aマッチ |
| 年           | 出場        | 得点        |
| ------------ | ----------- | ----------- |
| 2018         | 6           | 3           |
| 2019         | 13          | 3           |
| 2020         | 4           | 2           |
| 2021         | 9           | 2           |
| 2022         | 10          | 10          |
| 2023         | 6           | 0           |
| 2024         | 0           | 0           |
| 2025         | 2           | 0           |
| 通算         | 50          | 20          |

### 得点
| #   | 日時           | 場所                                               | 相手           | スコア | 結果 | 大会                                    |
| --- | -------------- | -------------------------------------------------- | -------------- | ------ | ---- | --------------------------------------- |
| 1.  | 2018年9月18日  | ランドーヴァー、フェデックスフィールド             | エルサルバドル | 2-0    | 5-0  | 親善試合                                |
| 2.  | 2018年9月18日  | ランドーヴァー、フェデックスフィールド             | エルサルバドル | 4-0    | 5-0  | 親善試合                                |
| 3.  | 2018年11月20日 | ミルトン・キーンズ、スタジアム MK                  | カメルーン     | 1-0    | 1-0  | 親善試合                                |
| 4.  | 2019年6月5日   | ブラジリア、エスタジオ・ナシオナル・デ・ブラジリア | カタール       | 1-0    | 2-0  | 親善試合                                |
| 5.  | 2019年6月10日  | ポルト・アレグレ、エスタジオ・ベイラ＝リオ         | ホンジュラス   | 7-0    | 7-0  | 親善試合                                |
| 6.  | 2019年7月7日   | リオデジャネイロ、エスタジオ・ド・マラカナン       | ペルー         | 3-0    | 3-1  | コパ・アメリカ2019決勝                  |
| 7.  | 2020年10月14日 | リマ、エスタディオ・ナシオナル                     | ペルー         | 2-2    | 4-2  | 2022 FIFAワールドカップ・南米予選       |
| 8.  | 2020年11月18日 | モンテビデオ、エスタディオ・センテナリオ           | ウルグアイ     | 2-0    | 2-0  | 2022 FIFAワールドカップ・南米予選       |
| 9.  | 2021年6月5日   | ポルト・アレグレ、エスタジオ・ベイラ＝リオ         | エクアドル     | 1-0    | 2-0  | 2022 FIFAワールドカップ・南米予選       |
| 10. | 2021年6月18日  | リオデジャネイロ、エスタジオ・ニウトン・サントス   | ペルー         | 4-0    | 4-0  | コパ・アメリカ2021 グループB            |
| 11. | 2022年3月25日  | リオデジャネイロ、エスタジオ・ド・マラカナン       | チリ           | 4-0    | 4-0  | 2022 FIFAワールドカップ・南米予選       |
| 12. | 2022年3月30日  | ラパス、エスタディオ・エルナンド・シレス           | ボリビア       | 2-0    | 4-0  | 2022 FIFAワールドカップ・南米予選       |
| 13. | 2022年3月30日  | ラパス、エスタディオ・エルナンド・シレス           | ボリビア       | 4-0    | 4-0  | 2022 FIFAワールドカップ・南米予選       |
| 14. | 2022年6月2日   | ソウル、ソウルワールドカップ競技場                 | 韓国           | 1-0    | 5-1  | 親善試合                                |
| 15. | 2022 年9月23日 | ル・アーヴル、スタッド・オセアン                   | ガーナ         | 2-0    | 3-0  | 親善試合                                |
| 16. | 2022 年9月23日 | ル・アーヴル、スタッド・オセアン                   | ガーナ         | 3-0    | 3-0  | 親善試合                                |
| 17. | 2022 年9月27日 | パリ、パルク・デ・プランス                         | チュニジア     | 2-1    | 5-1  | 親善試合                                |
| 18. | 2022年11月24日 | ドーハ、ルサイル・スタジアム                       | セルビア       | 1-0    | 2-0  | 2022 FIFAワールドカップ グループG       |
| 19. | 2022年11月24日 | ドーハ、ルサイル・スタジアム                       | セルビア       | 2-0    | 2-0  | 2022 FIFAワールドカップ グループG       |
| 20. | 2022年12月5日  | ドーハ、スタジアム974                              | 韓国           | 3-0    | 4-1  | 2022 FIFAワールドカップ決勝トーナメント |

## タイトル

### クラブ
トッテナム・ホットスパーFC
- UEFAヨーロッパリーグ：1回（2024-25）

### 代表
ブラジル代表
- コパ・アメリカ（2019）

U-24ブラジル代表
- オリンピック（2021）

### 個人
- オリンピック得点王（2021）
- カンピオナート・カリオカベストイレブン（2017）
- 2022 FIFAワールドカップ最優秀ゴール賞 : 2022（セルビア戦の2点目のゴールによる）